# Heinz Oberbeck
Heinz Oberbeck (* 20. August 1931 in Braunschweig; † 26. Januar 1995 in Neuwied) war ein deutscher Leichtathlet.

## Leben
Er gewann bei den Europameisterschaften 1954 die Bronzemedaille im Zehnkampf (6263 Punkte = 6532 Punkte nach der Tabelle von 1985: 11,2 s – 7,36 m – 13,41 m – 1,80 m – 51,6 s – 16,5 s – 40,62 m – 3,50 m – 52,55 m – 5:35,1 min).
Im Weitsprungwettbewerb dieser Europameisterschaften belegte er Platz sieben (7,20 m).
1953 wurde Oberbeck Deutscher Meister im Dreisprung und 1954 im Weitsprung.
Heinz Oberbeck startete zunächst für den Sportverein MTV Braunschweig und ab 1953 für den ASV Köln. In seiner Wettkampfzeit war er 1,85 m groß und 93 kg schwer.
Er war mit der deutschen Turnsportlerin Doris Bethe verheiratet. Aus der Ehe gingen zwei Töchter und ein Sohn hervor.